# Проспект Космонавтов (Королёв)
Проспект Космонавтов — проспект в новой части города Королёва.

## История
В городе Королеве начиналась практическая космонавтика планеты, в силу этого многие улицы, проспекты и торговые центры города получили названия, связанные с космосом, именами его покорителей, ученых, внесших вклад в отечественную космонавтику. Проспект, начинающийся от памятника первому спутнику Земли получил название — Космонавтов. 
Застройка проспекта началась в 1980 году.
Проспект Космонавтов застроен в основном 9—17-этажными жилыми домами. На улице расположены многочисленные магазины.
Строительство торговых центров и магазинов продолжается.
В начале проспекта Космонавтов находятся огороженные забором частные сараи с огородами. Огроженная забором территория держится в резерве для будущих уникальных городских строений.
В 2010-е годы проспект плотно застраивается зданиями торговых и многофункциональных центров, жилые здания строятся в начале проспекта.

## Трасса
Проспект Космонавтов начинается от улицы Исаева и заканчивается на улице Академика Легостаева.
Проспект пересекает улицы Горького и Сталинградской Битвы.

## Общественный транспорт
В конце проспекта находится конечная остановка автобусов «Силикатная улица», не переименованная после переименования улицы в улицу Академика Легостаева.

### Автобусы
- 1 (ул. Силикатная — ст. Болшево — ст. Подлипки — ул. Силикатная) [1]
- 2 (ул. Силикатная — ст. Подлипки — ст. Болшево — ул. Силикатная) [2]
- 28 (ул. Силикатная — ст. Болшево — ст. Подлипки — ст. Мытищи) [3]
- 48 (ст. Болшево — ул. Горького — пл.Загорянская) [4]
- 392 (ул. Силикатная — ст. Болшево — ст. Подлипки — Москва (м. ВДНХ)) [5] [6]

### Маршрутные такси
- 3 (ул. Силикатная — ст. Подлипки) [7]
- 4 (ул. Силикатная — ст. Болшево — ст. Подлипки — Рынок на Яузе) [8]
- 44 (ул. Силикатная — ст. Болшево — Лесные Поляны — ст. Пушкино) [9]
- 58 (ст. Подлипки — ст. Болшево — пл.Загорянская — ст. Щёлково) [10]
- 576 (ул. Силикатная — Москва (м. ВДНХ)) [11]

## Ширина дороги
Движение автотранспорта двухстороннее трёхполосное

## Памятники
- Монумент первому спутнику[12]

## Организации

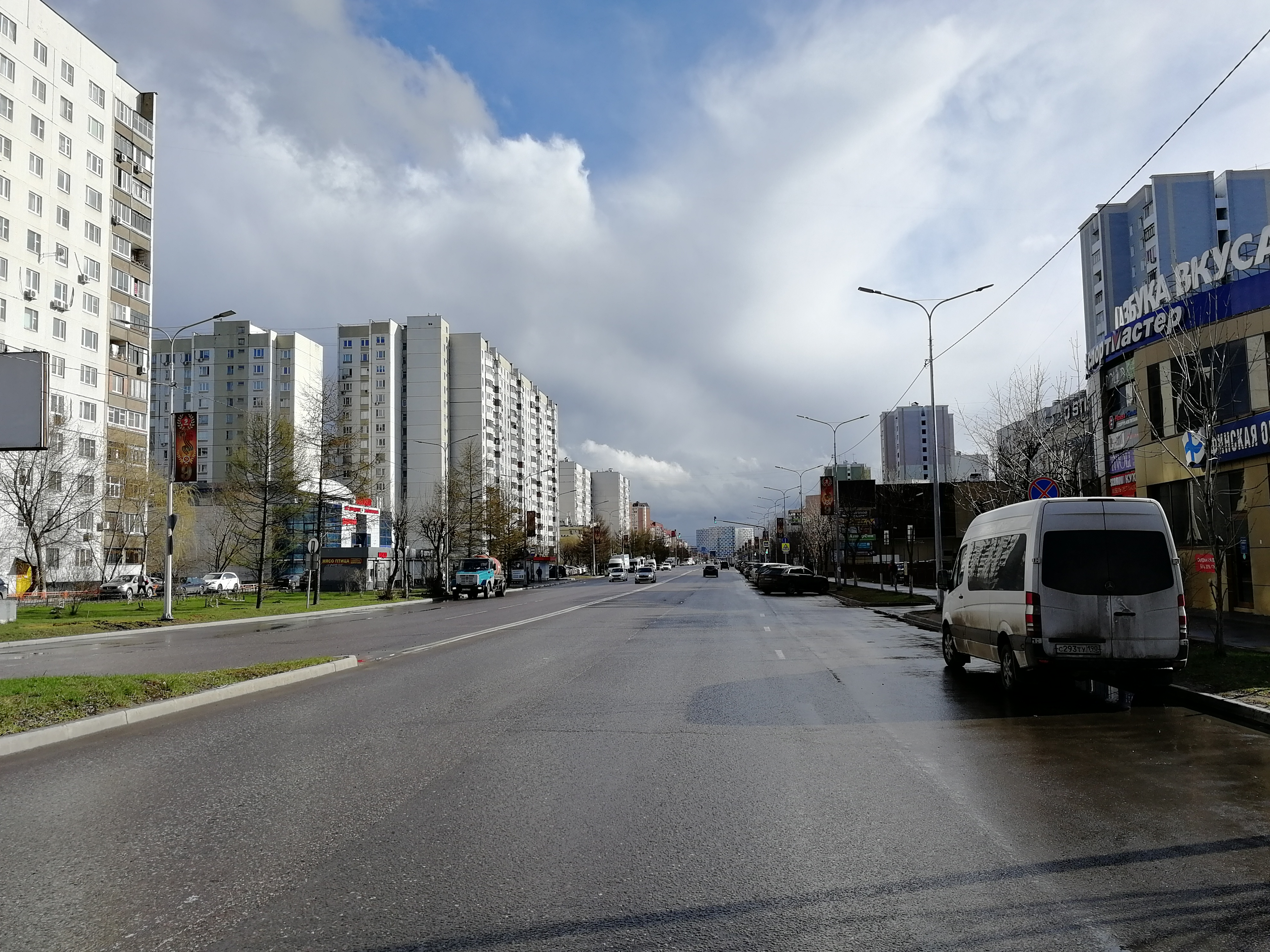
Начало проспект, справа — «Азбука вкуса»

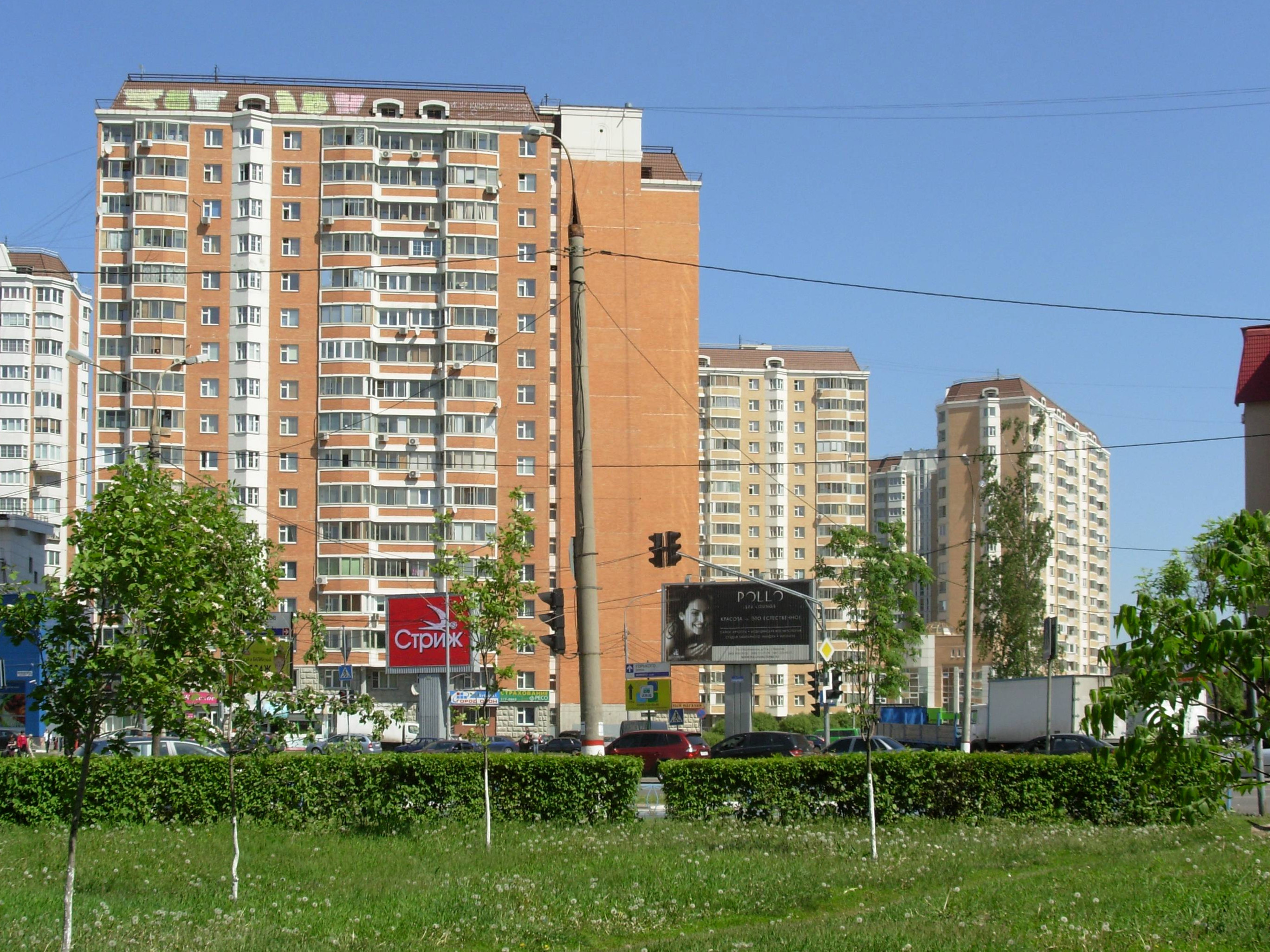
В середине проспекта Космонавтов

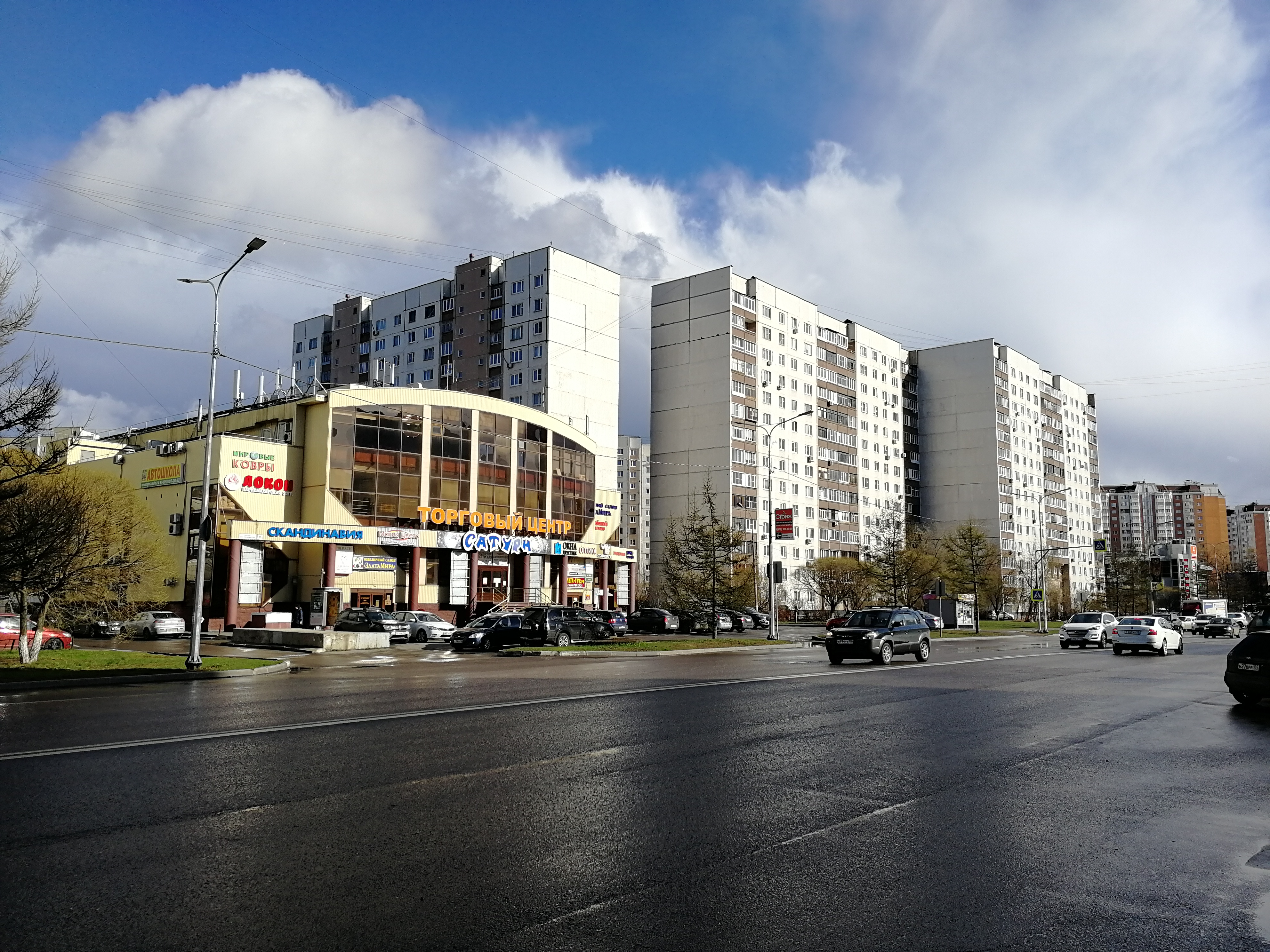
Дом 11, торговый центр «Сатурн»

- дом 1г: Сауна «Дана Люкс», Студия маникюра и массажа «Дана»[13]
- дом 1: Салон красоты «Дана»
- дом 4в: Супермаркет «Азбука вкуса»
- дом 5а: Школа № 20 г. Королёва
- дом 6б: «Звездочка», детский сад № 13 г. Королёв
- дом 6: Пожарный гидрант № 0424 (K300, L23)
- дом 7г: Супермаркет электроники «Эльдорадо»
- дом 10а: «Крепыш», детский сад № 31 г. Королёв
- дом 11а: Детский сад «Детская академия развития»
- дом 11: Стоматологический центр «Интердентос»
- дом 12в: ТЦ № 1
- дом 15: ТЦ «Сатурн»
- дом 16а: Библиотека № 6
- дом 18: Детская поликлиника № 2 МГБ г. Королёва
- дом 20а: Общественно-деловой центр «Гелиос»
- дом 20/35: Костинский опорный пункт полиции № 19
- дом 23а: ТЦ «Луноход»
- дом 27б: ТЦ «Корабль»
- дом 29/12 Стоматологический центр «Стоматолог и Я»
- дом 31а: «Звёздный», детский сад № 36 г. Королёв
- дом 33 кор.1: Супермаркет «Дикси», Магазин «Любимый»
- дом 34а: «Колокольчик», детский сад № 10 г. Королев
- дом 34б: ТЦ «Юпитер»
- дом 37б: Гимназия № 18 г. Королёва
- дом 39 стр. 2: Продуктовый магазин «Метатр»
- дом 41 кор.1: Супермаркет «Перекрёсток»
- дом 45б: «Забава», детский сад № 16 г. Королёв

## Интересные факты
На проспекте проживает правнук К.Э. Циолковского — Сергей Самбуров.